# Ilías Paraskevás
Ilías Paraskevás (grec moderne : Ηλίας Παρασκευάς) est un réalisateur, scénariste et producteur grec.
Il créa en 1934 la société Pallas Film qui produisit la même année Dans les Vagues du Bosphore, considéré comme un film turc, et On vous demande au téléphone, un des tout premiers films grecs parlants.

## Filmographie
- 1932 : L'Amoureux de la bergère : scénariste, réalisateur
- 1934 : Dans les Vagues du Bosphore : producteur, réalisateur
- 1934 : On vous demande au téléphone : producteur, scénariste, réalisateur
- 1947 : Une vie recommence : réalisateur
- 1950 : Les Apaches d'Athènes : réalisateur
- 1956 : Tombée dans la fange : scénariste, réalisateur
- 1956 : Amour, pauvreté et combines : producteur exécutif, scénariste, réalisateur
- 1956 : L'Amoureux de la bergère : scénariste, réalisateur
- 1956 : Κephi, glenti kai figoura : scénariste, réalisateur
- 1958 : Deux Amours, deux mondes : réalisateur
- 1959 : Quand la haine gouverne : scénariste, réalisateur
- 1960 : Notre amour est né à Chypre : scénariste, réalisateur
- 1960 : Kassiani : réalisateur
- 1961 : L'Île de la tentation : scénariste, réalisateur
- 1962 : Petits Escrocs fauchés : scénariste, réalisateur
- 1962 : Les As de la combine : scénariste, réalisateur
- 1963 : Entre deux Amours : réalisateur
- 1964 : Ceux qui ont oublié Dieu : scénariste, réalisateur